# 신자경 선생 묘
신자경 선생 묘(申自敬 先生 墓)는 대한민국 충청남도 천안시에 있는 조선시대 초기에 문신으로 활동한 신자경(1413-1470) 선생의 묘소이다. 1988년 8월 30일 대한민국의 충청남도의 기념물 제69호로 지정되었다.
신자경의 본관은 평산이며, 도총제를 지낸 신효창의 아들이다. 1435년(세종 17년) 사헌부 감찰, 세조 5년(1459) 병조판서 등의 관직을 지내고서 1461년(세조 7년)에 목천현 오동부락에 낙향하여 생활하였다. 그후 조정에서 좌의정의 벼슬을 내렸으나 나가지 않았다. 1470년(성종 1년)에 58세로 별세하여 묘소가 설치되었다.
묘의 넓이는 사방 60보, 묘소의 높이는 4.5m, 가로는 14m이고 세로는 11m인 네모진 형태의 무덤이다. 묘의 둘레에 보호석을 둘렀고, 앞에는 문인석과 장명등·묘비 등이 있다.
이 무덤은 조선초기 고위관료를 지낸 사람의 전형적인 무덤 형식을 보여준다.

## 같이 보기
- 신자경

## 참고 문헌
- 《문화재해설》, 충청남도, 1990년
- 《문화재대관》, 충청남도, 1996년
- 《천안시지》, 천안시, 1997년
- 《충청남도지정문화재해설집》, 충청남도, 2001년

## 참고 자료
- 신자경 선생 묘 - 국가유산청 국가유산포털